# Kasteel Belfort
Het kruisvaarderskasteel Belvoir, ook Kasteel Belfort genoemd, is gelegen op een heuvel op het Naftali Plateau, 20 kilometer ten zuiden van het Meer van Galilea en ongeveer 500 meter boven de vallei van de Jordaan in Israël.

## Geschiedenis
Het was oorspronkelijk een deel van het feodale landgoed van een Franse edelman genaamd Velos, die leefde in Tiberias. Velos verkocht het land in 1168 aan de Hospitaalridders. Deze orde bouwde op de heuvel een kasteel. Het kasteel was zeer symmetrisch, met een rechthoekige buitenwand, versterkt met vierkante torens op de hoeken aan elke kant. De gewelven aan de binnenzijde van de muren gaven bescherming tijdens bombardementen.
Het kasteel Belfort diende zijn doel tijdens een belangrijke invasie van de moslims in het koninkrijk Jeruzalem uit het oosten. Het kasteel weerstond de aanval van de islamitische krachten in 1180. Tijdens de campagne van 1182 werd de Slag bij kasteel Belfort uitgevochten tussen koning Boudewijn IV van Jeruzalem en Saladin. Dit resulteerde in een kleine overwinning voor de kruisvaarders.
Na de overwinning van het islamitische leger onder Saladin tegen de kruisvaarders in de Slag bij Hattin werd het kasteel opnieuw belegerd. De belegering duurde anderhalf jaar totdat de verdedigers op 5 januari 1189 zich overgaven.
De vestingwerken van het kasteel werden in 1217/18 ontmanteld door de islamitische heersers, die vreesden voor een herovering van het fort door de kruisvaarders.

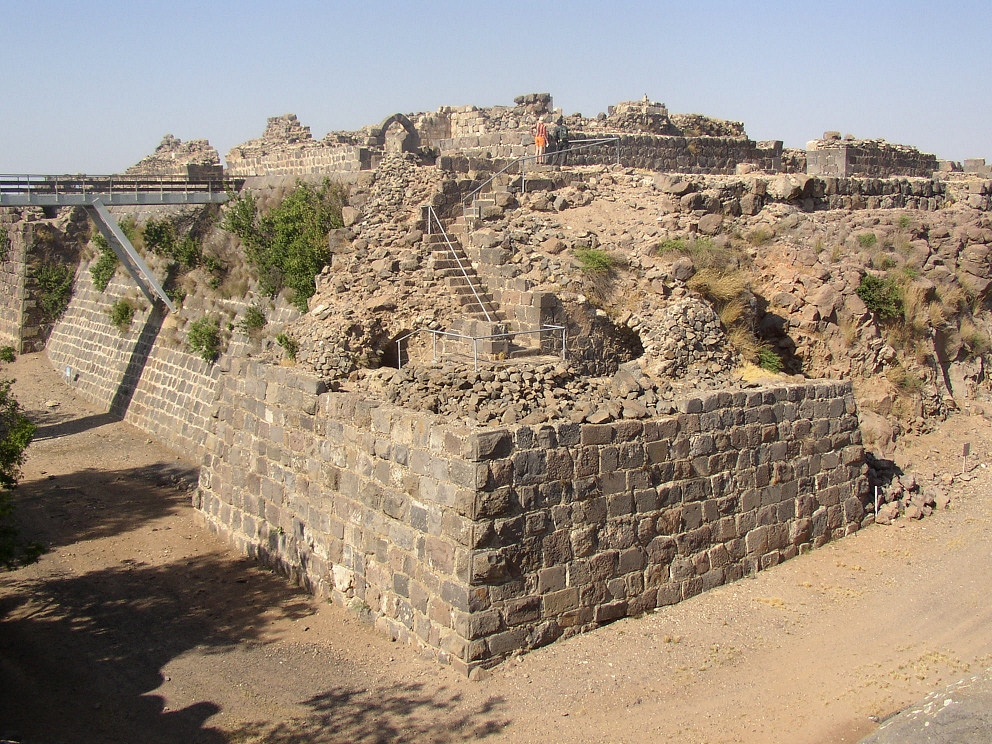
Het kasteel van Belvoir bekeken vanuit het zuidwesten

In 1240 werd het kasteel weer afgestaan aan de kruisvaarders bij een overeenkomst, echter door gebrek aan financiële middelen konden ze de vestingwerken niet herstellen en kwam het weer onder islamitische controle.
In het Hebreeuws staat de plaats bekend als Kohav Hayarden, dat Ster van de Jordaan betekent. De naam Kohav is gebaseerd op een Joodse plaats die in de buurt lag in de Romeinse en Byzantijnse periode.

### Islamitische periode
Tijdens de islamitische periode stond het kasteel bekend als Kawkab al Hawa, waarvan de vertaling luidt: Ster van de Wind, naar de sterke winden die woeien over de heuvel. Het Palestijnse dorp werd ontruimd in 1948 na een aanval van de Israëlische strijdkrachten.